# 趙秦
趙秦（1985年1月13日—），中国新生代女藝人，毕业于中央戲劇学院，在《後宮甄嬛傳》中飾演富察貴人一角。

## 电视剧／网剧
- 2005年《绿叶艳阳红》饰 程玫
- 2006年《金婚》 饰 卢珊
- 2007年《梁山伯与祝英台》 饰 张梁山
- 2011年《后宫甄嬛传》 饰 富察·仪欣（富察贵人）
- 2012年《叶落长安》饰 爱华
- 2014年《妻妾成群》 (网剧) 饰 翟佳佳
- 2015年《嫂子嫂子》 饰 丁香
- 2016年《兰陵王妃》 饰 妙无音
- 2017年《急診科醫生》飾 孫萌
- 2018年《知否知否应是绿肥红瘦》飾 余嫣紅
- 2018年《唐砖》 (网剧) 饰 田若兰
- 2019年《鼓楼外》 饰 唐莉
- 2019年《外交风云》 饰 凌玥
- 2021年《甜蜜》 饰 李梦
- 2022年《重生之门》饰 叶佳

## 電影
- 《继续想念》飾 格格（2005年）
- 《六神无主》飾 蓮欣芝（2006年）